# Tranvia Cuneo-Boves
La tranvia Cuneo-Boves era una linea tranviaria interurbana che collegava le città di Cuneo e Boves dal 1903 al 1935.

## Storia
I primi passi verso la costruzione di una rete di tranvie nel Saluzzese furono compiuti nel luglio 1877, quando un'assemblea di Comuni interessati, deputati e consiglieri provinciali deliberò di promuovere la costruzione di una ferrovia tra Airasca, Saluzzo, Cuneo e Mondovì, con diramazione Busca-Dronero. Poco dopo il banchiere francese Alfonso Raoul Berrier-Delaleu presentò domanda per la concessione delle linee tranviarie Cuneo-Dronero, Cuneo-Busca-Saluzzo, Cuneo-Mondovì e Saluzzo-Moretta-Pancalieri (quest'ultima prolungabile sino a Torino): il 29 ottobre 1877 il consiglio provinciale di Cuneo accettò la domanda, accordando il successivo 4 novembre la costruzione e l'esercizio delle tranvie Cuneo-Dronero e Cuneo-Busca-Saluzzo, aperte tra il 1879 e il 1880.
Nel 1882 il banchiere belga Rodolfo Coumond, che nel frattanto aveva inaugurato la tranvia Torino-Saluzzo, rilevò da Berrier-Delaleu, in difficoltà economiche per la costruzione delle tranvie Asti-Cortanze e Asti-Canale, le concessioni delle linee Cuneo-Saluzzo, Cuneo-Dronero, Pinerolo-Cavour e Saluzzo-Revello. Con l'assorbimento delle linee di Barrier-Delaleu si costituì la Compagnia Generale dei Tramways Piemontesi (CGTP), con sede a Bruxelles, che sino alla prima guerra mondiale espanse la propria rete, fino a raggiungere una lunghezza totale di 189,965 km. Parte del programma di espansione della CGTP era la linea Cuneo-Boves, richiesta dalla popolazione bovesana come alternativa più comoda ed economica alla ferrovia Cuneo-Boves-Borgo San Dalmazzo, aperta nel 1887; tuttavia la società fece parecchia resistenza alla costruzione della linea, ritenuta poco remunerativa anche per il profilo altimetrico.
La tranvia Cuneo-Boves fu inaugurata il 28 maggio 1903 alla presenza del ministro Tancredi Galimberti, che era stato fautore e promotore della linea: il percorso era coperto in venti minuti.
Passata la prima guerra mondiale, la CGTP, per ridurre i costi d'esercizio (manodopera, combustibili, manutenzione) e incrementare le velocità, nella seconda metà degli anni venti sperimentò un'automotrice a benzolo, per poi orientarsi sull'impiego di elettromotrici ad accumulatori, su spinta del direttore generale dottor Pietro Lo Balbo. La trazione ad accumulatori, impiegata in quegli anni anche su varie tranvie e ferrovie italiane (San Bonifacio-Lonigo-Cologna Veneta, Verona-Caprino-Garda, Udine-San Daniele, tranvie interurbane parmensi e mantovane) era favorita anche dal governo: l'articolo 35 del Regio decreto legge nº 2150 del 2 agosto 1929 accordava sovvenzioni chilometriche fino a 10.000 lire per 35 anni.
Dopo sperimentazioni iniziate nel dicembre 1925 e coronate da successo, la CGTP acquistò motrici più capienti a carrelli per le linee principali, tra cui anche la Cuneo-Boves, entrati in servizio domenica 2 novembre 1930.
L'impiego delle elettromotrici non fu sufficiente a contrastare la concorrenza della parallela linea ferroviaria, completata nel 1928 sino a Ventimiglia, con la quale condivideva il modesto traffico merci e passeggeri sino a Boves; la linea chiuse il 1º maggio 1935, sostituita da autobus della Società Anonima Autolinee Piemontesi, consociata della CGTP.

## Caratteristiche
La linea tranviaria era a scartamento ridotto di 1100 mm, e si sviluppava per 8,264 km, interamente in sede stradale; il raggio minimo di curva era di 55 metri, la pendenza massima del 35 per mille. La velocità massima ammessa era di 24 km/h.

### Percorso
| Unused urban continuation backward |

| Unknown route-map component "uexBHF" |

| Unknown route-map component "uexBHF" |

| Unknown route-map component "uexhKRZWae" |

| Unknown route-map component "uexHST" |

| Unknown route-map component "uexHST" |

| Unknown route-map component "uexHST" |

| Unknown route-map component "uexHST" |

| Unknown route-map component "uexHST" |

| Unknown route-map component "uexHST" |

| Unknown route-map component "uexHST" |

| Unknown route-map component "uexKBHFe" |

La linea partiva dalla stazione tranviaria di Cuneo, comune alle linee per Dronero e Saluzzo, situata poco dopo il ponte che attraversava la Stura in località Basse di San Sebastiano. Da lì la linea transitava nei pressi della stazione di Cuneo Gesso, percorreva via Porta Mondovì, attraversava il torrente Gesso su un ponte utilizzato anche dalla filovia Cuneo-Peveragno-Chiusa Pesio e quindi raggiungeva Boves.

## Materiale rotabile

### Motrici
Sulla tranvia prestarono servizio le locomotive a vapore del parco CGTP (ne contava complessivamente 40).
Nel 1925 la CGTP ordinò un'automotrice DWK Tipo IV alla Romeo per la propria rete sociale, sulla quale prestò servizio per circa un decennio con scarsi risultati.
Poco dopo si sperimentò la trazione ad accumulatori, già provata su altre linee tranviarie italiane: le Officine di Savigliano costruirono due automotrici sui telai di carrozze a due assi Grondona, spinti da due motori da 13 CV l'uno: tali elettromotrici diedero buoni risultati, riducendo i tempi di percorrenza del 30%. Fu successivamente allestita un'ulteriore serie di quattro automotrici, due costruite dalle officine di Savigliano e due dalle officine CGTP sulla base di carrozze, mosse da due motori per complessivi 40 CV.
La sperimentazione ebbe successo, tanto che la CGTP ordinò nel 1929 tre automotrici a carrelli, costruite dalla Carminati&Toselli con parte elettrica TIBB, in servizio dal 1930; nel 1933 ne furono consegnate altre tre.

### Carrozze e carri merce
Le prime carrozze furono fornite dalla Locati di Torino (non più di 12 unità, a due assi e terrazzini); successivamente la Grondona fornì una sessantina di carrozze, sempre a due assi e terrazzini ma più comode.
Le carrozze Locati furono radiate tra il 1910 e il 1920; in quegli anni le Officine Meccaniche di Pinerolo fornirono 28 carrozze a vestiboli chiusi (quattro miste di I e II classe, le altre di II classe), più lunghe delle precedenti e impiegate principalmente sulle linee Torino-Carmagnola, Torino-Saluzzo-Cuneo e Cuneo-Dronero, inoltre parte delle vetture Grondona furono trasformate a terrazzini chiusi. Nei primi anni trenta arrivarono due carrozze a due assi e terrazzini provenienti dalla tranvia Messina-Barcellona Pozzo di Gotto, i cui soci erano gli stessi della CGTP, ma non prestarono mai servizio.
Nel 1930 risultavano in servizio circa 400 carri merce, di cui 60 chiusi e 45 a sponde basse.

### Materiale motore - prospetto di sintesi
| Unità   | Anno di costruzione | Costruttore | Tipo                                   | Note                                                                      |
| ------- | ------------------- | ----------- | -------------------------------------- | ------------------------------------------------------------------------- |
| 1÷5     | 1879-1880           | SLM         | Locotender a 2 assi                    | ex Berrier-Delaleu per la Cuneo-Dronero                                   |
| 1÷3     | 1879-1880           | SLM         | Locotender a 2 assi                    | ex Berrier-Delaleu per la Saluzzo-Cuneo                                   |
| 4       | 1881                | Hagans      |                                        | ex Berrier-Delaleu                                                        |
| 5÷7     | 1881                | Krauss      | A 2 assi                               | costruite per la Pinerolo-Cavour                                          |
| 10÷17   | 1881                | Henschel    | A 2 assi                               |                                                                           |
| 18      | 1909                | Henschel    | A 2 assi                               |                                                                           |
| 19÷27   | 1882                | Henschel    | A 2 assi                               |                                                                           |
| 28÷35   | 1888                | Henschel    | A 2 assi                               |                                                                           |
| 36÷38   | 1907                | Henschel    | A 2 assi                               |                                                                           |
| 1÷2     |                     | Breda       |                                        |                                                                           |
| 1÷2     |                     | Borsig      |                                        | ex Pinerolo-Perosa Argentina                                              |
| 51, 57  | 1925                | SNOS        | Automotrici ad accumulatori a due assi | costruite per la Torino-Carmagnola                                        |
| 3÷4     | 1927                | SNOS        | Automotrici ad accumulatori a due assi | costruite per Saluzzo-Revello-Paesana, Revello-Barge, Costigliole-Venasca |
| 5÷6     | 1927                | SNOS        | Automotrici ad accumulatori a due assi | costruite per Saluzzo-Revello-Paesana, Revello-Barge, Costigliole-Venasca |
| 101÷106 | 1929-1932           | C&T-TIBB    | Automotrici ad accumulatori a carrelli | costruite per Torino-Saluzzo-Cuneo, Cuneo-Dronero, Cuneo-Boves            |